# رایمانوو (باشقیرستان)
رایمانوو (انگلیسی: Raymanovo, Yermekeyevsky District) یک شهرک در شهرستان یرمکیفسکی استان باشقیرستان کشور روسیه است.